# Калвил
Ка̀лвил (на английски: Colville, буквени символи за произношение  Архив на оригинала от 2018-12-26 в Wayback Machine.) е град в окръг Стивънс, щата Вашингтон, САЩ. Калвил е с население от 4988 жители (2000) и обща площ от 6,2 km². Намира се на 492 m надморска височина. ЗИП кодът му е 99114, а телефонният му код е 509.